# ジェド・スペンス
ディオプ・テフティ・ジェド＝ホテプ・スペンス（Diop Tehuti Djed-Hotep Spence、2000年8月9日 - ）は、イングランド・ロンドン出身のサッカー選手。プレミアリーグ・トッテナム・ホットスパーFC所属。ポジションはDF。

## 経歴
2018年7月1日、ミドルズブラFCと契約した。
2021年9月1日、ノッティンガム・フォレストFCにレンタル移籍で加入した。
2022年7月19日、トッテナム・ホットスパーFC移籍が決定した。契約期間は2027年6月30日まで。
2023年1月31日、スタッド・レンヌにシーズン終了までのレンタル移籍で加入した。
2023年8月30日、リーズ・ユナイテッドFCにレンタル移籍で加入。
2024年1月11日、ラドゥ・ドラグシンの移籍取引の一環で、ジェノアCFCにレンタル移籍した。
2024年10月16日、トッテナムとの契約を2028年まで延長した。2025年8月18日、トッテナムと新たな長期契約を締結した。